# Oqtay Zülfüqarov
Oqtay Zülfüqarov (aserbaidschanisch Oqtay Qədir oğlu Zülfüqarov; russisch Октай Кадир оглы Зульфугаров, Oktai Kadir ogly Sulfugarow, wiss. Transliteration Oktaj Kadir ogly Zul'fugarov; * 31. Mai 1929 in Baku, ASSR, Sowjetunion; † 31. August 2016 ebenda, Republik Aserbaidschan) war ein aserbaidschanisch-sowjetischer Komponist, Dirigent, Violoncellist und Hochschullehrer.

## Leben
Zülfüqarov wuchs in Baku auf und nahm ab 1948 Cellounterricht bei Alexander Semjonowitsch Schwarz am Staatlichen Musikkolleg Asəf Zeynallı. Das Kolleg schloss er 1951 ab und studierte danach an der Musikakademie Baku (Hacıbəyov adına Bakı Musiqi Akademiyası) bis 1953 Violoncello bei Issaak Michailowitsch Turitsch sowie Violine bei Alexander Naumowitsch Amiton (1911–1969) und bis zum Abschluss 1958 Komposition bei Qara Qarayev. Zu seinen ersten Erfolgen zählte ein Klaviertrio aus dem Jahr 1954, für das er von Dmitri Schostakowitsch ausdrücklich belobigt wurde.
Gleichzeitig begann er bereits ab 1949 als Lehrer an einer Musikschule zu arbeiten, eine Tätigkeit, die er bis zu seinem Examen 1958 ausübte. In der Folgezeit arbeitete er als Toningenieur (1960–1962) und als Leiter der Musikabteilung im Kulturhaus Baku (1965–1967), ab 1968 wirkte er als Berater des aserbaidschanischen Komponistenverbands. 1975 wurde er künstlerischer Leiter der TV-Ensembles Tumurdschuk und Aissel im Bereich Musiktheater für Kinder. Rund 20 Jahre lang war er darüber hinaus künstlerischer Leiter der Staatlichen Kinderphilharmonie. Er starb im August 2016 in seiner Heimatstadt Baku. Sein Grab befindet sich auf dem Ehrenfriedhof Fəxri Xiyaban. Zum 90. Geburtstag des Komponisten 2019 gab das Staatliche Aserbaidschanische Sinfonieorchester in der Philharmonie Baku ein Gedenkkonzert unter der Leitung von Rauf Abdullajew.

## Schaffen
Zülfüqarov hinterließ ein umfangreiches musikalisches Werk für Kinder, darunter Opern, Operetten und über 500 teils preisgekrönte Lieder. Zu seinen Hauptwerken für Kinder zählten die Radio-Oper Кот и Воробей (1963), die Ballettoper Девочка-звёздочка (1965), die Oper Лесная сказка (1971) und die Operette Шангюлюм-Шунгюлюм, Менгюлюм (1974). 1990 entstand das Ballett Əlibaba və 40 quldur (Ali Baba and 40 Thieves), in den Jahren 2010 bis 2012 das Kinderballett Sehrli alma (Magic Apple) nach dem Märchen Məlikməmməd – beide Bühnenwerke wurden im Staatlichen Aserbaidschanischen Opern- und Balletthaus Baku uraufgeführt.
Einige seiner Lieder wurden bei sowjetischen Wettbewerben mit Preisen bedacht, darunter Пионервожатая, Здравствуй, вождь!, Праздник юности und Ода партии. Auch in postsowjetischer Zeit hielt sich seine Popularität mit Kinderliedern wie Telefon, Qatar und Ovçu.
Außerdem schrieb er Kantaten, Sinfonien, sinfonische Dichtungen, Konzerte für Cello und für Flöte, Kammermusik und Liederzyklen. Bekannt wurde neben seinem Klaviertrio u. a. die Ouvertüre Şənlən, mənim xalqım! (Ликуй, мой народ!) (1962), die er ursprünglich dem Kosmonauten Juri Gagarin zum ersten bemannten Weltraumflug gewidmet hatte und für die er in Moskau mit einem Preis ausgezeichnet wurde. In seinen Vokalwerken vertonte er Schriftsteller wie Suleyman Rustam (1906–1989) und Teymur Elçin (1924–1992). Er komponierte zudem Musik für Theater und Film. In seinen klassischen Orchester- und Bühnenwerken verband er Einflüsse aus Ost und West, verknüpfte Elemente aus der aserbaidschanischen Volksmusik mit einer gemäßigt modernen Musiksprache.

## Einspielungen
In der sechsteiligen CD-Edition Classical Music of Azerbaijan ist Zülfüqarov mit seinem Orchesterwerk Holiday Overture vertreten.

## Auszeichnungen
Er wurde 1972 mit dem Titel Verdienter Künstler der Aserbaidschanischen Sozialistischen Sowjetrepublik geehrt und 2000 mit dem Titel Volkskünstler der Aserbaidschanischen Republik ausgezeichnet. 2009 erhielt er den Şöhrət-Orden verliehen.